# Ивано-Слиньковка
Ивано-Слиньковка (укр. Івано-Слиньківка) — село, 
Дар-Надеждинский сельский совет,
Сахновщинский район,
Харьковская область.
Код КОАТУУ — 6324882004. Население по переписи 2001 года составляет 271 (124/147 м/ж) человек.

## Географическое положение
Село Ивано-Слиньковка примыкает к пгт Сахновщина.
По селу протекает пересыхающий ручей с запрудой.
Через село проходит автомобильная дорога Т-2109.

## История
- 1921 — дата основания.